# Henri Mathias Berthelot
Henri Mathias Berthelot (Feurs, 7 de dezembro de 1861 – Paris, 29 de janeiro de 1931) foi um general francês durante a Primeira Guerra Mundial. Ele serviu como chefe do estado-maior do comandante em chefe das tropas francesas na frente ocidental, Joseph Joffre, na Primeira Batalha do Marne. Mais tarde comandando um corpo na linha de frente. Em 1917 ele ajudou a reconstruir o Exército Romeno após sua desastrosa derrota no outono anterior, então no verão de 1918 ele comandou o Quinto Exército francês na Segunda Batalha do Marne, com algumas tropas britânicas e italianas sob seu comando. Nos últimos dias da guerra, ele retornou novamente à Romênia, ajudando a combater os húngaros durante a Guerra Húngaro-Romena e, em seguida, comandou brevemente as forças de intervenção francesas no sul da Rússia na Guerra Civil Russa, lutando contra os bolcheviques russos na Bessarábia (1918).

## Vida pregressa
Filho de um capitão da Gendarmaria, Henri Mathias Berthelot nasceu em Feurs em 1861. Aluno brilhante, estudou no lycée imperial em Lyon e obteve o diploma de bacharel em 1879. Foi aprovado no concurso para a Escola Militar Especial de Saint-Cyr em 1881. Saiu em 4º lugar entre 342 na promoção Egypte (Egito).
Concluiu a sua formação na Argélia como segundo-tenente do 1º Regimento Zuavo de Koléas. Seu superior o descreve como um “oficial do futuro”. Permaneceu na Argélia até meados de janeiro de 1885. Partiu então para a Indochina, onde fez seu batismo de fogo e foi promovido a tenente em 1886. O general Charles-Auguste-Louis Warnet, comandante do Tonquim, considerou-o com grande habilidade em seu trabalho. Em julho de 1887, ele foi nomeado cavaleiro da Ordem do Dragão de Annam. Mas alguns dias depois, após uma febre, ele foi repatriado para a França.
Uma vez na França, ele se juntou ao 96º Regimento de Infantaria em Gap. Um ano depois, ele foi admitido na École de guerre (Escola de Guerra) no 7.º arrondissement de Paris. Em 1891, ele recebeu seu certificado de estado-maior e foi promovido a capitão. Depois do estágio obrigatório no estado-maior geral, foi para a Áustria aperfeiçoar seu alemão. Ele então passará os próximos doze anos de sua carreira sob a proteção do General Joseph Brugère. Esta "fazenda republicana" torna-se seu oficial de ordenança no 132º regimento de infantaria em Reims e depois no 8º corpo de exército em Bourges. Depois de ingressar no 2º Corpo de Exército em Amiens, Henri foi transferido para o 132º Regimento de Infantaria em Reims em dezembro de 1897. Posteriormente, ele foi transferido para o 115º Regimento de Infantaria em julho de 1899.
Pouco depois, ele se juntou a Brugère, então governador militar de Paris. É nesta posição que ele supervisionará a organização do pavilhão do exército durante a Exposição Universal de 1900. Continuou a trabalhar com Brugère quando este foi nomeado vice-presidente do Conselho Superior de Guerra. Em novembro de 1900, foi nomeado comandante de batalhão e em 1901 acompanhou, quando oficial de ordenança de Brugère, o czar Nicolau II em Reims. Em 1902, ele recebeu a Cruz de Cavaleiro da Legião de Honra.
Em 1907, destacado para o Estado-Maior do Exército Francês, ele trabalhou com o general Joseph Joffre na elaboração do chamado Plano XVII, o plano de mobilização e concentração do Exército francês em caso de entrada na guerra.

## Primeira Guerra Mundial

### Oficial de estado-maior no Marne
No início da guerra em 1914, ele era o Primeiro Subchefe de Estado-Maior de Joffre, sob o comando do Major-General (um termo francês - não um posto, mas equivalente ao título em inglês de "chefe do Estado-Maior") Émile Belin. Berthelot era responsável pelo Segundo (Inteligência) e Terceiro (Operações) Bureaux; O Primeiro Bureau (Pessoal e Transporte de Material) e a Direction de l’Arriere ("Direção da Retaguarda", linhas de comunicação) reportaram ao Segundo Subchefe de Estado-Maior (General Deprez, substituído em meados de agosto pelo Coronel Maurice Pellé, ex-adido militar em Berlim).
O comandante-em-chefe britânico, Sir John French, visitou o quartel-general geral em 16 de agosto, enquanto as tropas britânicas marchavam em direção à Bélgica, e ficou impressionado com a calma e a confiança de Berthelot. Tuchman escreveu que Berthelot era “rápido e inteligente (e) como seu oposto britânico, o general Sir Henry Wilson, era um otimista inveterado. Ele pesava mais de 230 libras (104kg)”. Berthelot descartou o paletó do uniforme para trabalhar de camisa e chinelos no calor de agosto. Como Joffre, Berthelot subestimou a força alemã. Ele pensava que uma investida alemã na Bélgica faria o jogo dos franceses enfraquecendo seu centro nas Ardenas, onde Joffre planejava atacar, e mesmo assim considerou os relatos da força alemã na Bélgica muito exagerados (20 de agosto).
Berthelot notou em seu diário o desejo britânico de recuar (26 e 28 de agosto de 1914, após a Batalha de Le Cateau), no exato momento em que os britânicos lamentavam a falta de apoio dos franceses. Embora Berthelot tenha aconselhado esperar um pouco mais antes de lançar o contra-ataque que se tornou a Primeira Batalha do Marne, Joseph Gallieni (governador militar de Paris) forçou a questão em 4 de setembro, ordenando que o Sexto Exército se movesse em posição naquele dia, de modo que as ordens da noite foram enviadas para um ataque em 6 de setembro. Berthelot reclamou que as aeronaves britânicas foram melhores do que as aeronaves e cavalaria francesas no fornecimento de inteligência.
Como muitos líderes aliados, Berthelot acreditava depois da vitória no Marne que a guerra estava praticamente vencida. Ele disse ao general Wilson (13 de setembro) que os Aliados estariam em Elsenborn, na fronteira germano-belga, em três semanas (Wilson pensou em quatro).

### Comandante de divisão e corpo
Em novembro de 1914, Berthelot recebeu o comando das forças de reserva em Soissons, e mais tarde o comando da 53ª Divisão.
No início de 1915, Berthelot estava servindo no Sexto Exército do general Michel-Joseph Maunoury, que estava segurando a frente de Soissons ao norte de Compiègne, com o Segundo Exército à sua esquerda e o Quinto Exército do general Maurice Sarrail à direita. Todos esses exércitos dispararam barragens diversionárias para distrair a atenção alemã antes das ofensivas em Ardenas, Lorena e Vosgos. O Sexto Exército também lançou uma ofensiva diversiva ao norte de Soissons e do Aisne, terreno defensivo sólido onde os alemães haviam interrompido sua retirada em setembro de 1914. Um ataque francês sob o comando de Berthelot capturou a Colina 132 a oeste de Crouy após uma batalha entre 8 e 11 de janeiro de 1915, mas em 14 de janeiro os contra-ataques alemães recuperaram todo o terreno perdido e empurraram os franceses para mais longe de onde haviam começado. 5 200 prisioneiros franceses foram perdidos em troca de 5 529 baixas alemãs; os franceses tiveram 12.411 mortos, feridos e desaparecidos, 40% dos efetivos que foram engajados. Esse sucesso alemão tão perto de Paris gerou as primeiras críticas políticas à conduta dos generais na guerra. O Ministro da Guerra Alexandre Millerand repreendeu Joffre, que repreendeu Maunoury, que por sua vez passou a culpa para Berthelot, que foi destituído do comando junto com dois comandantes de divisão. Houve um debate acalorado no Parlamento francês, recém-convocado (12 de janeiro) após seu retorno de Bordéus.
Berthelot mais tarde comandou o XXXII Corpo de exército na Batalha de Verdun, mas seu corpo foi retirado da linha para descansar em meados de junho de 1916. Ele deveria ser realocado para a Batalha do Somme, mas foi chamado ao quartel-general do exército em 20 de setembro para sua missão na Romênia.

### Romênia

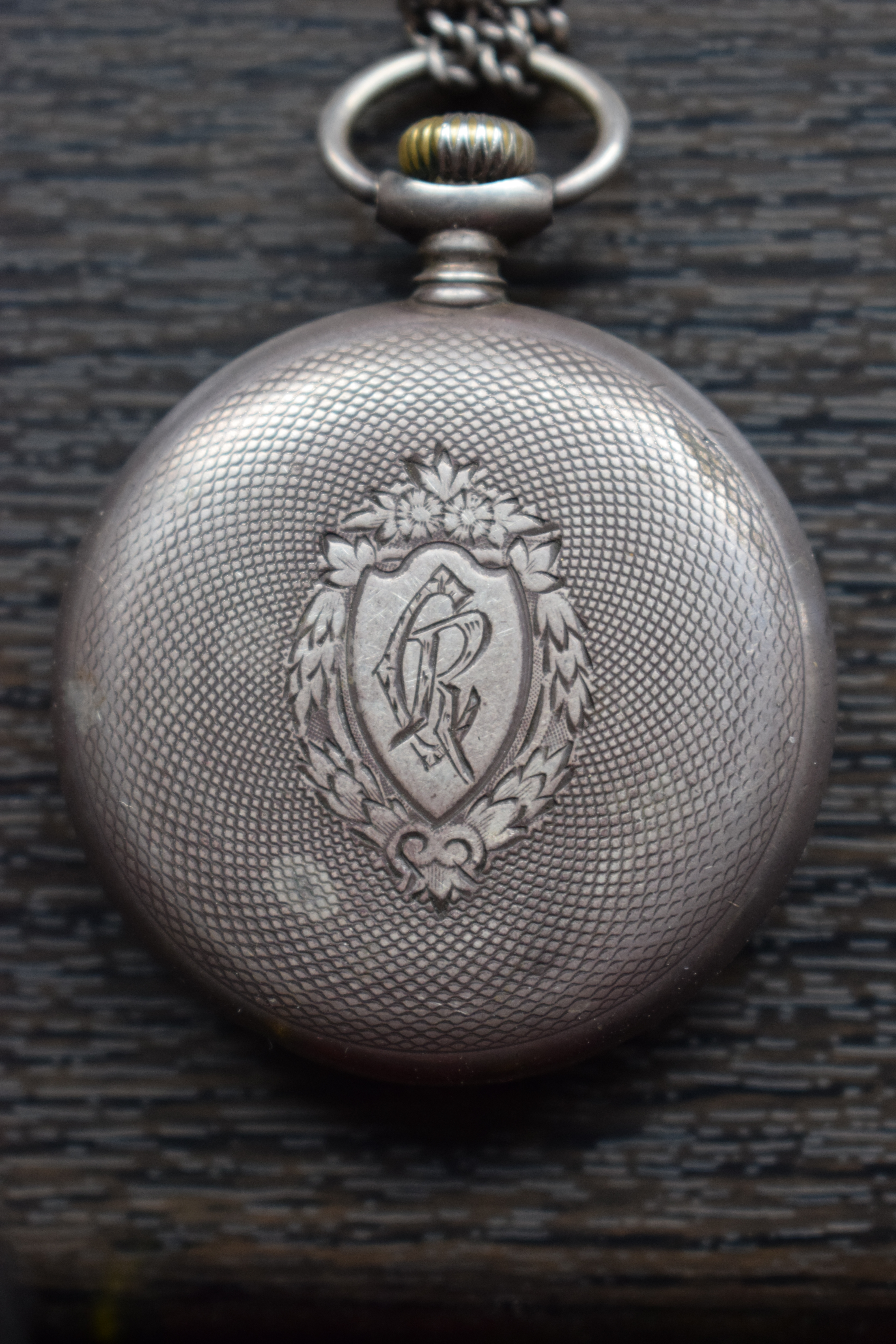
O relógio de bolso Omega feito de prata, presenteado pelo General Berthelot ao Padre Constantin I. Roșescu.

A Romênia entrou na guerra ao lado dos Aliados em agosto de 1916. A primeira escolha de Joffre para chefiar a missão militar francesa foi o general Fernand de Langle de Cary, mas a sugestão foi rejeitada pelo ministro francês, Charles de Saint Aulaire. Em vez disso, Berthelot foi nomeado, chegando a Iași em 15 de outubro e assumindo formalmente seu cargo no dia seguinte. As forças das Potências Centrais comandadas pelo general Erich von Falkenhayn já haviam rompido as passagens da Transilvânia em 11 de novembro e conquistado rapidamente a Valáquia e Dobruja.
Assim como a França havia reconstituído o Exército sérvio (agora baseado em Salônica) após a conquista do país no inverno de 1915-16, entre janeiro e junho de 1917 Berthelot supervisionou a reorganização e retreinamento do Exército romeno. A missão militar foi construída para quase 400 oficiais e 1 000 homens. 74 canhões de 75mm foram enviados (com outro 102 "sob consideração") e 120 canhões pesados 120mm L antigos, mas a Grã-Bretanha foi solicitada a fornecer obuseiros. No caminho de volta de sua visita a São Petersburgo no início de 1917, pouco antes da queda do czar, o general de Castelnau parou para conversar com Berthelot e foi informado de que o Exército romeno não poderia estar pronto antes de 15 de maio. Em agosto de 1917, Foch enviou o general Albert Niessel (um falante de russo e ex-comandante do IX Corpo de exército), em uma missão à Rússia (então uma república sob o governo provisório) na esperança de repetir o sucesso de Berthelot lá.
No verão de 1917, a Romênia havia reconstituído dez divisões totalmente equipadas e tinha mais cinco precisando apenas de artilharia. Berthelot fez lobby com sucesso por mais munições e 100 médicos para derrotar a disseminação do tifo. Os resultados da reorganização e reabastecimento das tropas romenas foram vistos em agosto de 1917, quando o exército de Alexandru Averescu rompeu a frente em Mărăşeşti. A principal contra-ofensiva das Potências Centrais sob von Mackensen, com o objetivo de ocupar o resto da Romênia (Moldávia) e o porto de Odessa, foi interrompida em Mărăşeşti e Oituz. O Chefe do Estado-Maior do Exército dos EUA, general Hugh Scott, elogiou Berthelot como “um general brilhante”.

No entanto, quando os bolcheviques tiraram a Rússia da guerra, a Romênia, deixada cercada pelos Poderes Centrais, teve pouca escolha a não ser assinar um armistício em 9 de dezembro de 1917, seguido por um tratado de paz em 7 de maio de 1918. A missão militar francesa teve que deixar o país. Por sugestão de Berthelot, a Grã-Bretanha e a França divulgaram uma declaração de que a Romênia lutou muito bem e foi superada por circunstâncias além de seu controle e que o tratado de paz imposto seria desconsiderado pelos Aliados.

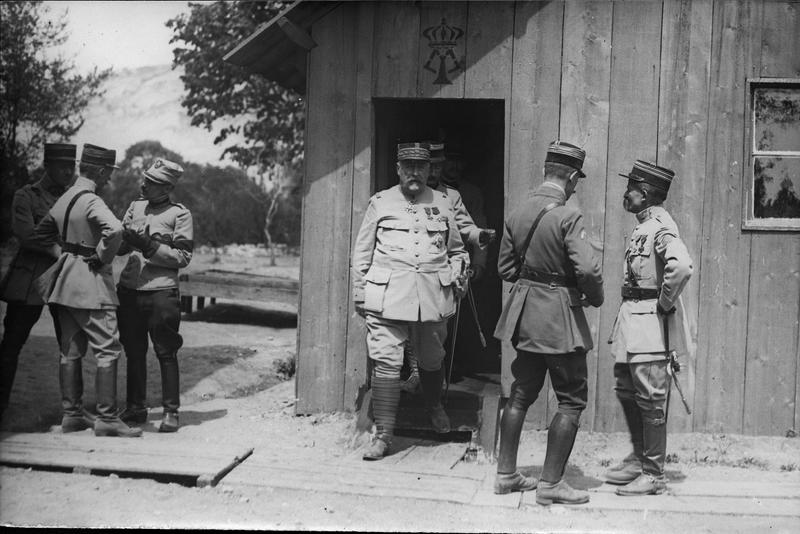
O general Berthelot visitando o hospital militar Regina Maria, 6 de junho de 1917.
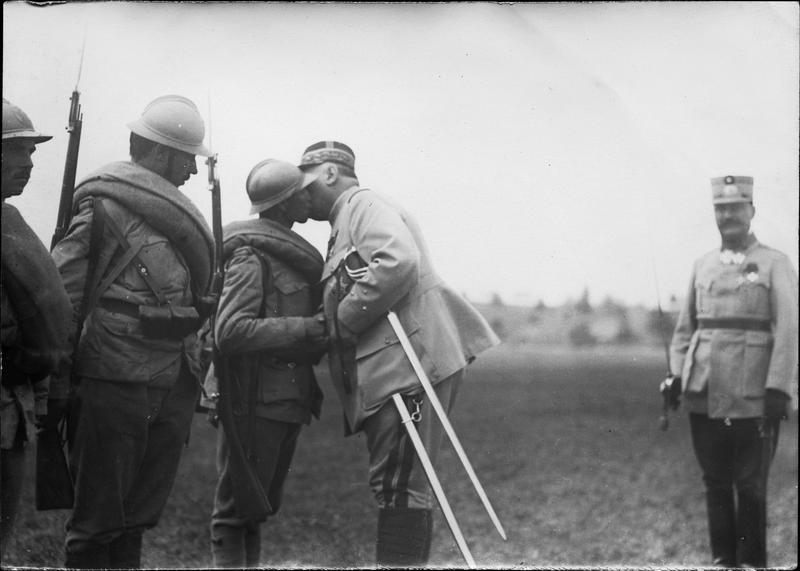
O general Bertholet entrega a Médaille Militaire a um sargento romeno, 6 de junho de 1917.
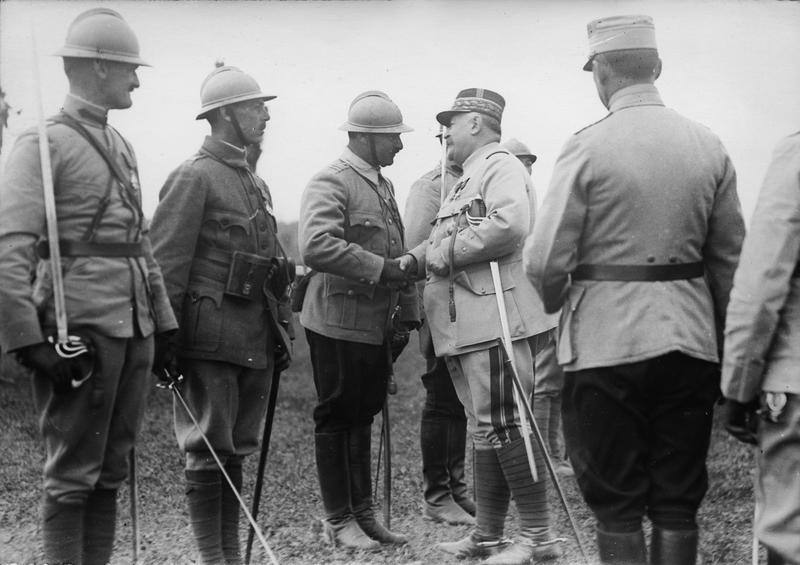
O general Bertholet entrega condecorações francesas a oficiais romenos, 6 de junho de 1917.
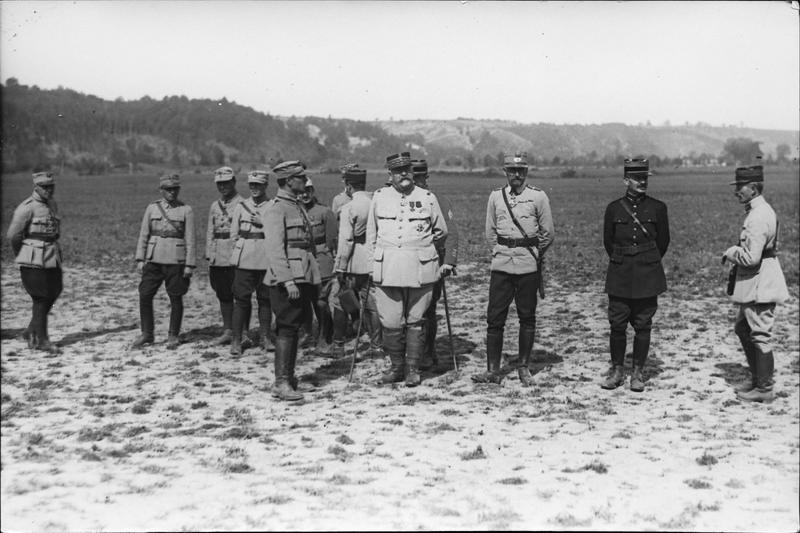
O general Berthelot acompanhado de oficiais, 8 de junho de 1917.
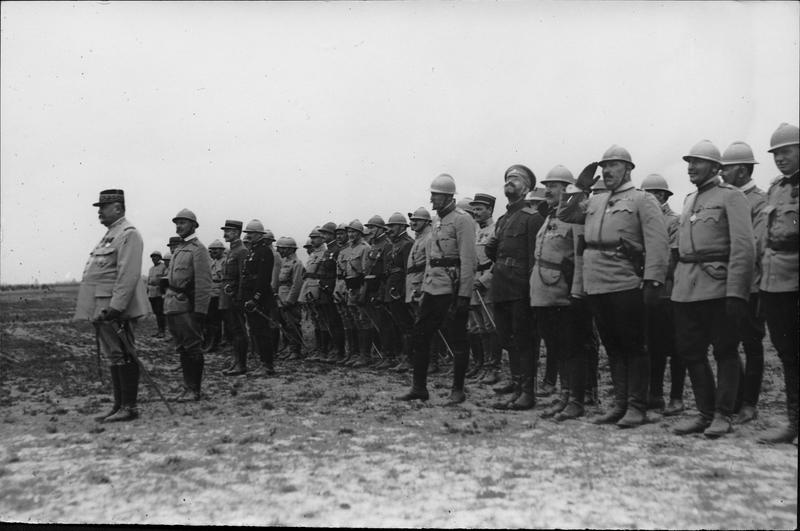
As tropas romenas desfilam diante do general Berthelot, 8 de junho de 1917.

### Quinto Exército na Frente Ocidental
Em junho de 1918, Berthelot foi enviado em missão aos Estados Unidos e, em 5 de julho, foi nomeado comandante do Quinto Exército. Ele substituiu o general Buat, que sucedeu brevemente ao general Micheler, mas teve que substituir o general Anthoine (considerado "muito pessimista" após a quase catástrofe da Terceira Batalha do Aisne) como Chefe do Estado-Maior Geral no QG do exército.
Em 16 de julho, Pétain (comandante-em-chefe francês) reforçou o exército de Berthelot com mais duas divisões. O Quinto Exército atacou em 18 de julho no flanco direito da saliência do Marne, entre Dormans e Prunay. Em 20 de julho, Berthelot renovou a ofensiva mais rápido do que o planejado, colocando o XXII Corpo de exército britânico diretamente na linha, através do cansado II Corpo de exército italiano de Albricci, em vez de efetuar uma substituição padrão. Os britânicos receberam ordens de atacar o Vale do Ardre na direção de Fismes, onde o Ardre corre para o Vesle. Sir Alexander Godley, o comandante britânico, estava zangado por ser “empurrado com muita pressa”, sem artilharia, mas depois admitiu que a decisão de Berthelot fora correta “nas circunstâncias” e havia sido “justificada pelo evento”. Berthelot elogiou a bravura do XXII Corpo de exército britânico (assim como Fayolle, comandante do Grupo de Exércitos do Norte); em particular, ele pensava menos bem dos britânicos, escrevendo "um certo número de horas de trabalho, depois um descanso e, se ficar muito quente, você recua mais!"

### De volta à Romênia

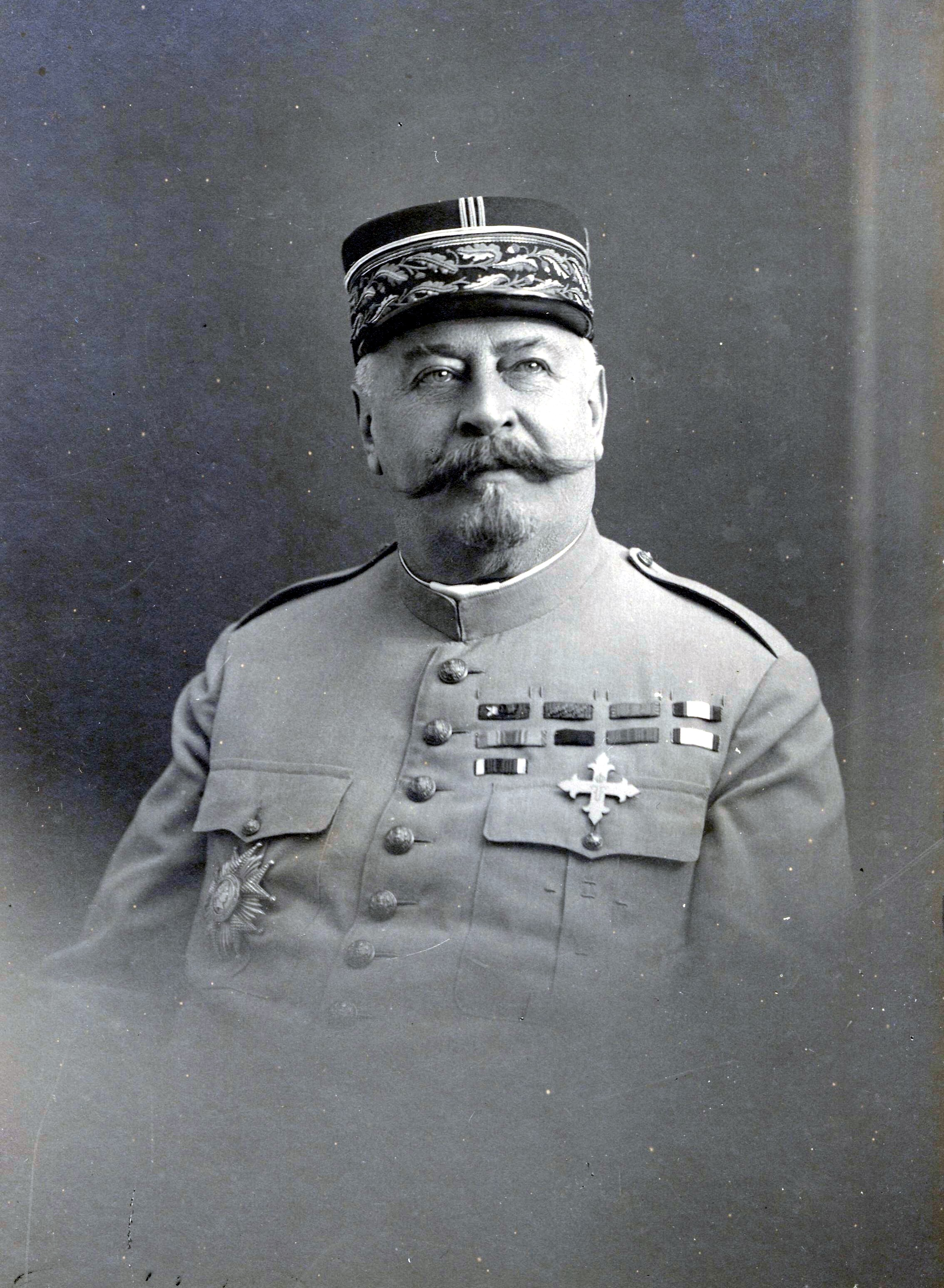
O general Berthelot como governador militar de Metz, 1920.

Berthelot foi chamado de volta a Paris após a vitória de Louis Franchet d'Espèrey na frente de Tessalônica no final de setembro de 1918, que colocou a Bulgária fora da guerra. A ordem chegou-lhe em 1º de outubro de 1918 para assumir o comando de um novo Exército do Danúbio, recebendo suprimentos de Salônica, mas (para irritação de Franchet d'Esperey) reportando-se diretamente a Paris, para avançar pela Bulgária e trazer a Romênia de volta à guerra. Berthelot esperava alcançar um sucesso espetacular contra a Áustria-Hungria, mas ela desistiu da guerra antes que isso acontecesse. No entanto, ele convenceu a Romênia a reingressar na Entente bem a tempo (10 de novembro, um dia antes de seu fim na Europa Ocidental).
Ele avançou sobre Bucareste e entrou em Giurgiu, onde ruas foram nomeadas em sua homenagem e dos dois soldados franceses que morreram cruzando o Danúbio, em 15 de novembro. Ele ajudou a combater os húngaros durante a guerra húngaro-romeno e os bolcheviques russos na Bessarábia (1918).
Em 11 de novembro de 1919, durante o desfile da vitória das forças aliadas em Paris, o general Berthelot disse ao marechal Foch ao avistar o destacamento romeno:
Foch, saluez! C'est la famille. ("Foch, saúde! É [nossa] família.")

### Guerra Civil Russa
Após o armistício, Berthelot foi enviado com uma divisão francesa ao sul da Rússia. A presença francesa foi retirada de Odessa na primavera de 1919. O retorno de Berthelot à França foi avivado por uma revolta a bordo de vários navios.

## Após a Grande Guerra
De 1919 a 1922, Berthelot serviu como governador militar de Metz, e de 1923 a 1926, como governador militar de Estrasburgo.
De 1920 a 1926, Berthelot foi membro do Conseil Général de Guerre (Conselho Supremo de Guerra) e esteve envolvido na decisão de construir a Linha Maginot.
Ele morreu em Paris em 1931, aos 69 anos, e foi sepultado em Nervieux (Departamento do Loire), sua região natal.

## O legado de Berthelot na Romênia

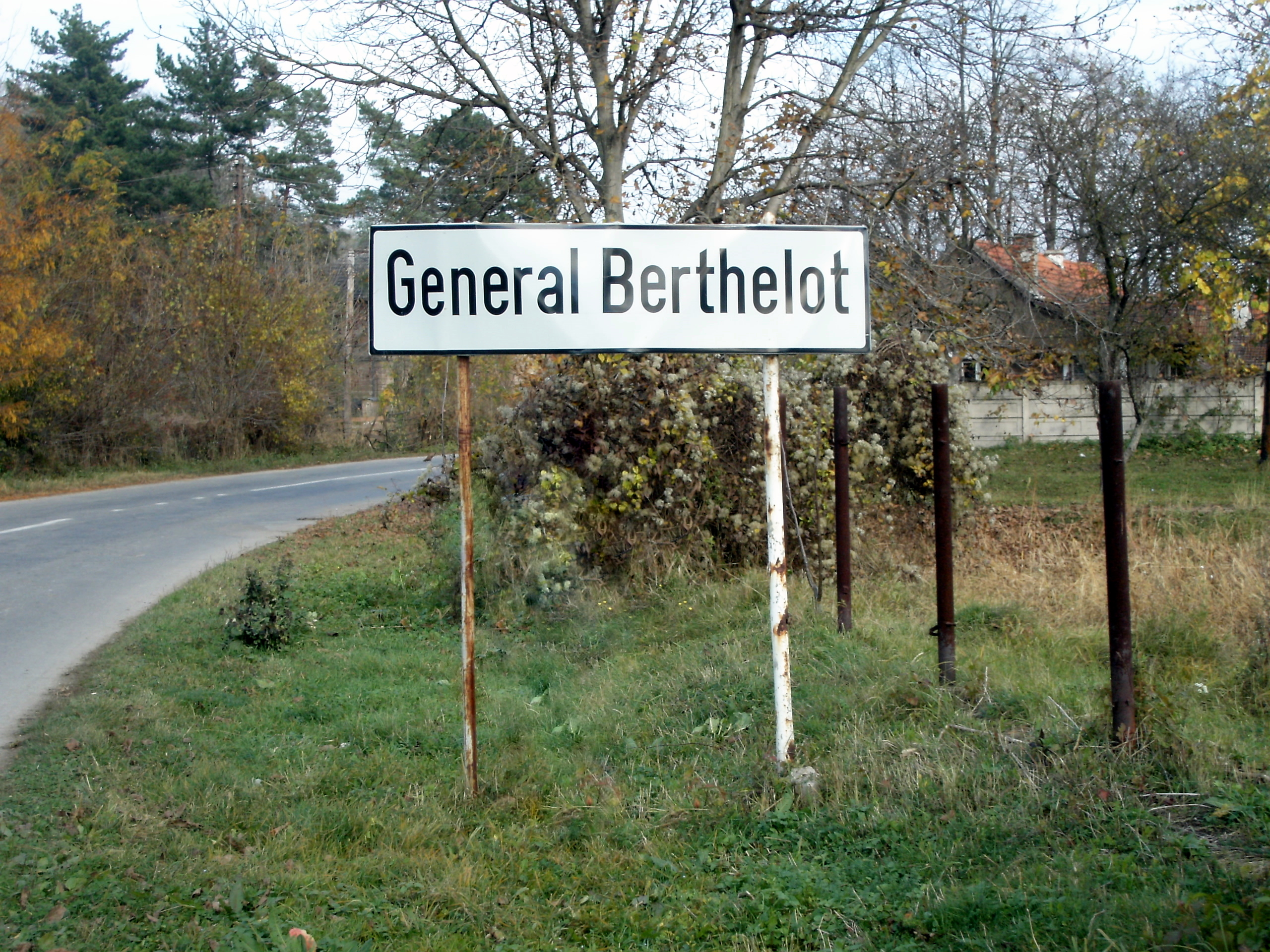
Placa de sinalização na entrada da aldeia "General Berthelot" na Romênia.

Grato pela contribuição do Exército francês na libertação da Romênia e, em particular, pelo papel de Berthelot durante a campanha da Romênia na Primeira Guerra Mundial, o Parlamento romeno concedeu-lhe a cidadania honorária da Romênia e o rei Fernando I recompensou o general com terras localizadas na vila de Fărcădin, na Transilvânia, confiscado da família Franz Nopcsa von Felső-Szilvás. A propriedade incluía um solar, algumas terras aráveis, um pomar e uma floresta.
Em 1923, o conselho local decidiu renomear Fărcădin para "General Berthelot".
Em 1926, Berthelot foi eleito membro honorário da Academia Romena. Em seu testamento, ele deixou todas as suas propriedades em Fărcădin para a Academia Romena.
Durante a ditadura comunista, o castelo foi saqueado e acabou transformado em silo. Em 1965, o nome da aldeia foi alterado para "Unirea" (União). Em 2001, após a queda de Ceauşescu, um referendo local aprovou a mudança do nome da vila e da comuna de volta para "General Berthelot".
Várias escolas, ruas e avenidas levam seu nome na Romênia.